# 東般若村
東般若村（ひがしはんにゃむら）は、かつて富山県東礪波郡にあった村。現在の砺波市東北部の東般若地区にあたる。

## 沿革
- 1889年（明治22年）4月1日 - 町村制の施行により、礪波郡東保村、東村、宮森村、権正寺村、八十歩村、本小林村、八十島新村及び下中条村の区域の一部の区域をもって、礪波郡東般若村が発足する。
- 1896年（明治29年）3月29日 - 郡制の施行のため、礪波郡が分割して、東礪波郡が発足により、東礪波郡に所属となる。
- 1954年（昭和29年）3月1日 - 東礪波郡砺波町に編入する。